# Artova
Artova est une ville et un district de la province de Tokat dans la région de la mer Noire en Turquie.

## Personnalités
- Muzaffer İlhan Erdost (1932-2020), écrivain, éditeur et publiciste turc, est né à Artova.